# Hostal el Collet d'Eina
L'Hostal el Collet d'Eina és una obra de Guardiola de Berguedà (Berguedà) inclosa a l'Inventari del Patrimoni Arquitectònic de Catalunya.

## Descripció
Masia d'estructura clàssica coberta a dues aigües amb teula àrab i el carener perpencicular a la façana de migdia, on es concentren la major part de les obertures, distribuïdes simètricament respecte de la porta que funciona com l'eix central. A llevant, la façana és arrebossada i presenta obertures probablement més modernes, transformant l'aspecte primitiu del mur.

## Història
Construïda el 1764 pel mestre d'obres Francesc Comas Sallent. A finals del segle xix fou adquirida per Pere Pujol Tomàs que la convertí en seu d'una colònia agrícola i industrial dedicada a la fabricació de teixits, ciment, rulls, eines agrícoles, teules i calç hidràulica. Després de la guerra civil (1936- 1939) fou adquirida per l'empresa carbons de Berga, S.A., iniciant una explotació d'aquest mineral. Durant part de la dècada dels vuitanta del segle XX funcionà com a hostal però s'acabà tancant, quedant així sense úis tot l'immoble.